# Venere (Pescina)
Venere è una frazione di 842 abitanti del comune di Pescina (AQ), in Abruzzo. È nota anche come Venere dei Marsi, sebbene tale denominazione non abbia alcun correlato ufficiale.

## Geografia fisica
Il paese sorge ai piedi della catena montuosa posta ai margini orientali della conca del Fucino che la separa dalla valle del Giovenco, lungo la strada statale 83 Marsicana che collega l'area fucense al parco nazionale d'Abruzzo, Lazio e Molise.
Venere si trova a 735 m s.l.m. e confina con Pescina a nord e con i comuni di Gioia dei Marsi, Ortucchio, San Benedetto dei Marsi e Trasacco.
Dista circa 3,8 chilometri dal capoluogo comunale.

## Storia

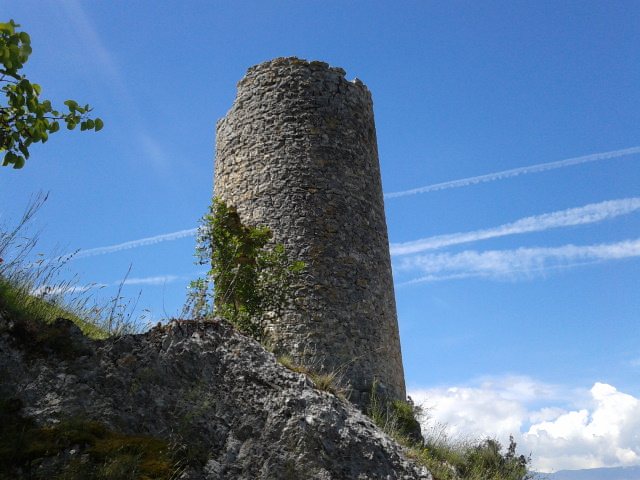
Torre medievale di Venere (XIII sec.)

Si riferisce all'anno 150 a.C. il primo documento scritto in cui si parla di Venere. Il testo recita che: "ebbe culto (Venere Dea) specialmente nell'attuale villaggio che da lei ha il nome Venere e verso l'anno 150 a.C. i Marsi costruirono un tempio sotto il titolo di Venere Mirtea".
Il tempio fu eretto per celebrare la pace tra i Marsi, gli altri popoli italici e i Romani che avrebbe determinato il toponimo del paese.
La grotta Tronci e il riparo Maurizio attestano come in questi luoghi, situati originariamente sulle sponde orientali del lago Fucino, le popolazioni stanziassero in modo continuativo. Ciò grazie alle condizioni climatiche rese favorevoli dalla presenza del lago. I primi insediamenti, circa 18.000 anni fa, ci furono da parte delle tribù bertoniane provenienti in Marsica dalla contemporanea area di Montebello di Bertona (PE).
Venere fu già dal Basso Medioevo un importante presidio militare, nel XIII secolo fu edificato il "Castrum Veneris" composto di tre torri gemelle d'avvistamento e controllo sul lago Fucino poste in connessione ed allineate con le altre presenti sulle alture fucensi. Soltanto una delle tre torri è rimasta in piedi ed è ancora visibile In località La Restina (o Arestina), sulla riva del lago, era collocato il piccolo porto.
La bolle papali risalenti al XVII secolo citano la chiesa parrocchiale di San Silvestro e le chiese di San Bartolomeo, San Gervasio, San Pietro e Santa Maria. Delle ultime due la prima menzione risale al 1114.
Il paese fu distrutto dal terremoto della Marsica del 1915 che causò un alto numero di vittime. Il centro antico, situato alle pendici del monte che lo sovrasta, è stato parzialmente ricostruito, mentre quello nuovo si è sviluppato più a valle lungo il bordo della piana fucense.

## Monumenti e luoghi d'interesse

### Architetture religiose

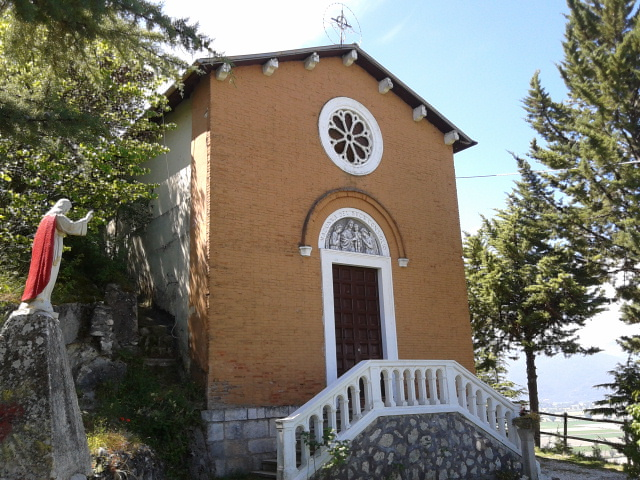
Santuario della Madonna del Buon Consiglio

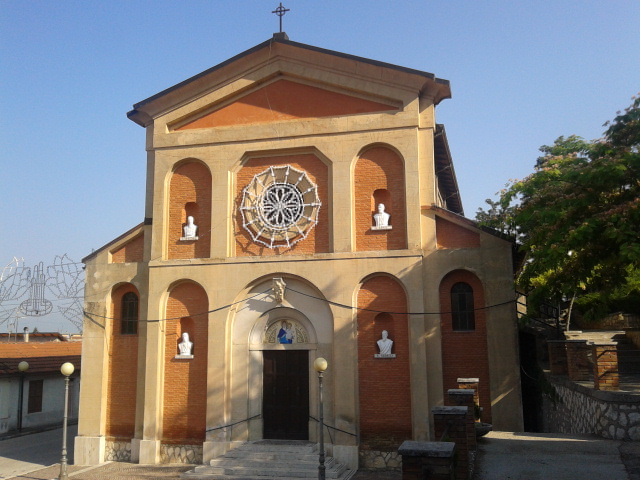
Chiesa della Madonna del Carmine

Santuario della Madonna del Buon ConsiglioEdificato intorno al 1550 e distrutto dal grande terremoto della Marsica del 1915 fu ricostruito nel 1949. Meta di pellegrinaggi, è situato nella parte alta del paese.
Chiesa di Santa Maria del CarmineÈ detta anche chiesa di Santa Maria del Carmelo. L'edificio originario prese il posto della chiesa parrocchiale scomparsa dedicata a san Silvestro. Intorno ad esso si sviluppò il nucleo abitato posto in altura, dopo l'abbandono del centro fortificato medievale. In un documento ecclesiastico del 1809 la chiesa è citata con la dignità di arcipretura parrocchiale. Crollò a causa del terremoto del 1915 e, come per il paese, la riedificazione avvenne più a valle. I lavori di costruzione iniziarono nel 1933, per concludersi nel 1936 quando fu aperta al culto. Internamente presenta tre navate e un'abside semicircolare.
- Chiesa scomparsa di San Pantaleone, fu descritta da Giovanni da Segni e riportata in uno dei volumi dell'Italia sacra di Ferdinando Ughelli[13].

### Architetture militari
Torre medievaleIl paese è dominato a sud da una torre risalente al XIII secolo. In origine erano presenti tre torri, che hanno subito ingenti danni durante il terremoto della Marsica del 1915. In passato la torre dominava il lato orientale del bacino lacustre del Fucino ed era in collegamento visivo con tutte le fortificazioni simili situate nei borghi limitrofi e sulle montagne che circondavano il lago.

### Siti archeologici
Resti del tempio di Venere mirteaIn località Arestina in seguito alle campagne di scavo sono tornati alla luce frammenti di oggetti in ceramica e di carbone e anche lamelle di ossidiana.
Grotta Tronci e riparo MaurizioNella cavità denominata anche "grotta Clemente Tronci" e nell'attiguo riparo Maurizio, sono stati rinvenuti 1.412 strumenti in selce, 5.107 scarti di lavorazione e, più importante di tutto, un ciottolo con una incisione schematica di un animale.

## Società

### Tradizioni e folclore
Nella seconda domenica di settembre di ogni anno si celebra la festa patronale in onore della Madre del Buon Consiglio, patrona di Venere.

## Infrastrutture e trasporti

### Strade
La strada statale 83 Marsicana collega Venere al capoluogo comunale e a Gioia dei Marsi.

## Sport
La squadra di calcio che ha rappresentato nei tornei dilettantistici abruzzesi il paese marsicano è stata l'"A.S.D. Venere calcio". Nel 2017 la società si è unita con quella di San Benedetto dei Marsi dando vita all'"Asd San Benedetto Venere".